# Acta Universitatis Lundensis
Acta Universitatis Lundensis är sedan 1967 namnet på Lunds universitets vetenskapliga skriftserie. Under detta sammanfattande serienamn förekommer underserier inom de flesta vetenskapsämnen.